# Soi Cowboy

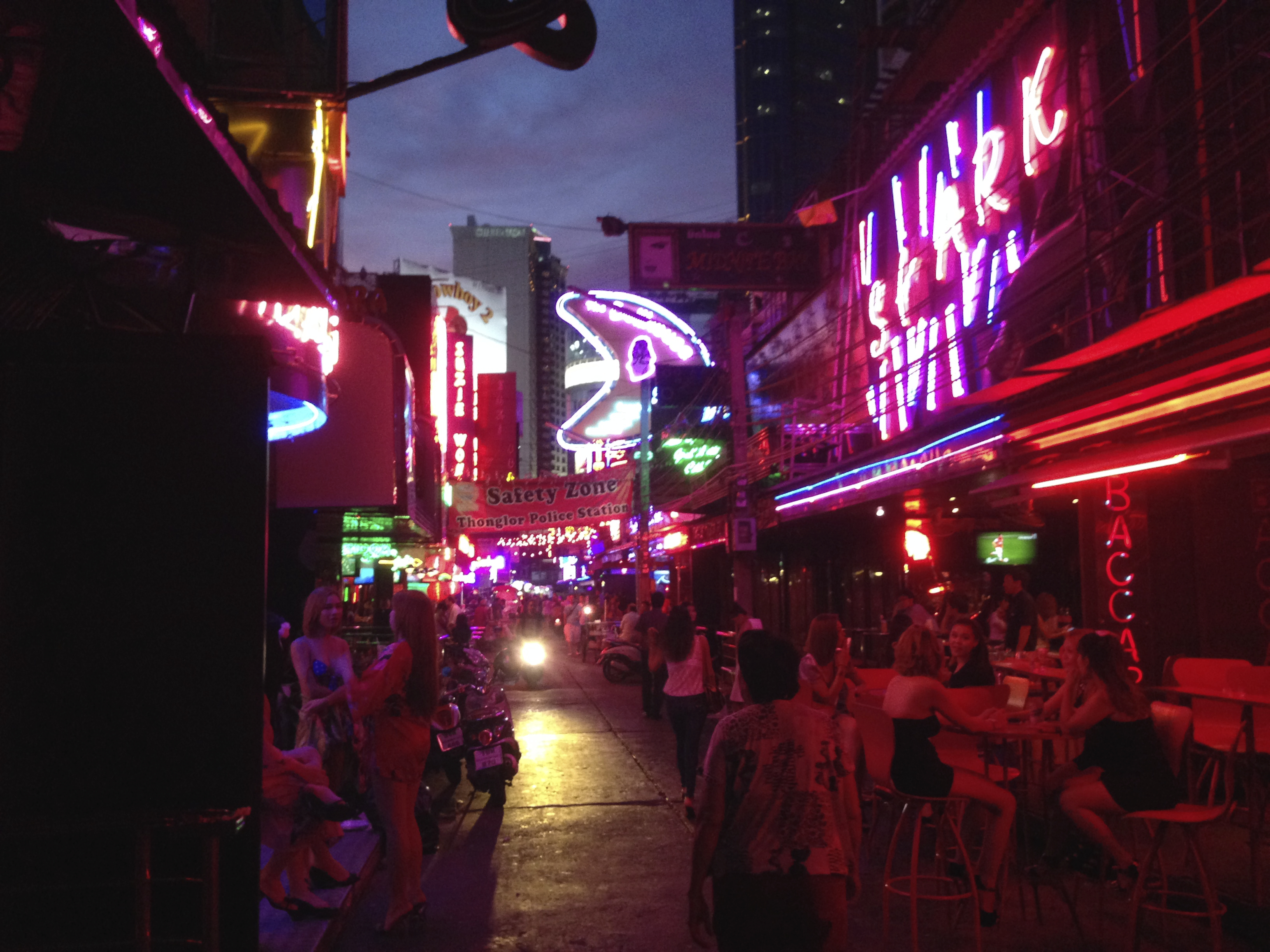
Soi Cowboy

Soi Cowboy (Thai: ซอยคาวบอย, Soi Khaoboi) is een straat in Bangkok, Thailand. De straat is een dwarsstraat tussen Sukhumvit soi 21 (Asoke) en Sukhumvit soi 23. Als men soi 23 ingaat vanaf Sukhumvit is het de eerste zijstraat naar links. De straat zelf is slechts ongeveer 300 meter lang. De straat is makkelijk te herkennen door de vele uitbundige Neonverlichting.

Soi Cowboy is ontstaan tijdens de Vietnamoorlog als een R&R-gelegenheid voor Amerikaanse G.I's. Er zijn veel geruchten over de herkomst van de naam. Een van de bekendste lokale "legendes" is dat de straat genoemd is naar een Amerikaanse cowboy die daar de eerste bar opende.

Soi Cowboy is een van de drie gebieden die Bangkok berucht hebben gemaakt als sekstoerismebestemming. Nana Plaza (officieel "Nana Entertainment Plaza") aan Sukhumvit soi 4 en vooral Patpong tussen Silom en Surawong zijn in het Westen de twee meest bekende gebieden.

Tot in 2001 werd deze straat voornamelijk bezocht door westerse expatriates die het drukke, voornamelijk door toeristen bezochte Patpong en Nana Plaza wilden vermijden. Dit uitte zich ook in de sfeer van de bars, die sinds de jaren 70 weinig verandering hadden ondergaan. Sinds 2001 is er echter een grote verbouwing van de straat aan de gang en hebben de meeste bars zich verjongd. Dit heeft tot gevolg dat ook Soi Cowboy nu zijn oude sfeer heeft verloren.
Op de hoek van Sukhumvit soi 23 met Soi Cowboy, is er een Nederlandse kroeg, genaamd The Old Dutch die ook Nederlands eten en Belgische bieren serveert. In de straat zelf zijn voornamelijk gogobars met aan het einde bij soi 21 (Asoke) een Engelse pub, met overnachtingsmogelijkheden (links) en een poolhal (rechts).
Namen van de bars in Soi Cowboy:
Rechterzijde (bij binnenkomst vanuit Sukhumvit soi 23)
- Baccara, Pam's, Shark's, Midnite, Dollhouse, Fanny's, After Skool, Black & White, Sam's 2000, Tilac, Crazy Cats, Five Star 2, Apache, Five Star, Country Road

Linkerzijde (bij binnenkomst vanuit Sukhumvit soi 23)
- Old Dutch, Our Place, Toy Shop, Joe's Bar, Moonshine, Suzie Wong, Cowboy 1, Cowboy 2, Dundee bar, Cactus Club, Toy Bar, Long Gun, Shadow Bar, Rawhide, Piccolo.